# Port Hadlock-Irondale
Port Hadlock-Irondale é uma Região censo-designada localizada no estado norte-americano de Washington, no Condado de Jefferson.

## Demografia
Segundo o censo norte-americano de 2000, a sua população era de 3476 habitantes.

## Geografia
De acordo com o United States Census Bureau tem uma área de
20,1 km², dos quais 17,3 km² cobertos por terra e 2,8 km² cobertos por água.

## Localidades na vizinhança
O diagrama seguinte representa as localidades num raio de 20 km ao redor de Port Hadlock-Irondale.